# Burganes de Valverde
Burganes de Valverde ist ein nordwestspanischer Ort und eine Gemeinde (municipio) mit nur noch 618 Einwohnern (Stand: 2024) im Süden der Provinz Zamora in der Autonomen Gemeinschaft Kastilien-León. Neben dem Hauptort Burganes de Valverde gehört die Ortschaft Olmillos de Valverde.

## Lage und Klima
Burganes de Valverde liegt am westlichen Rand der Kastilischen Hochebene (Meseta Iberica) in einer Höhe von ca. 705 m am Tera, der die östliche Gemeindegrenze bildet. Die Provinzhauptstadt Zamora ist gut 47 km (Fahrtstrecke) in südsüdöstlicher Richtung entfernt. 
Das gemäßigte Kontinentalklima wird nur selten vom Atlantik beeinflusst.

## Bevölkerungsentwicklung
| Jahr      | 1970 | 1981 | 1991 | 2001 | 2011 | 2021 |
| Einwohner | 1140 | 950  | 907  | 867  | 753  | 639  |

## Sehenswürdigkeiten
- Salvatorkirche in Burganes de Valverde
- Kirche von Olmillos de Valverde

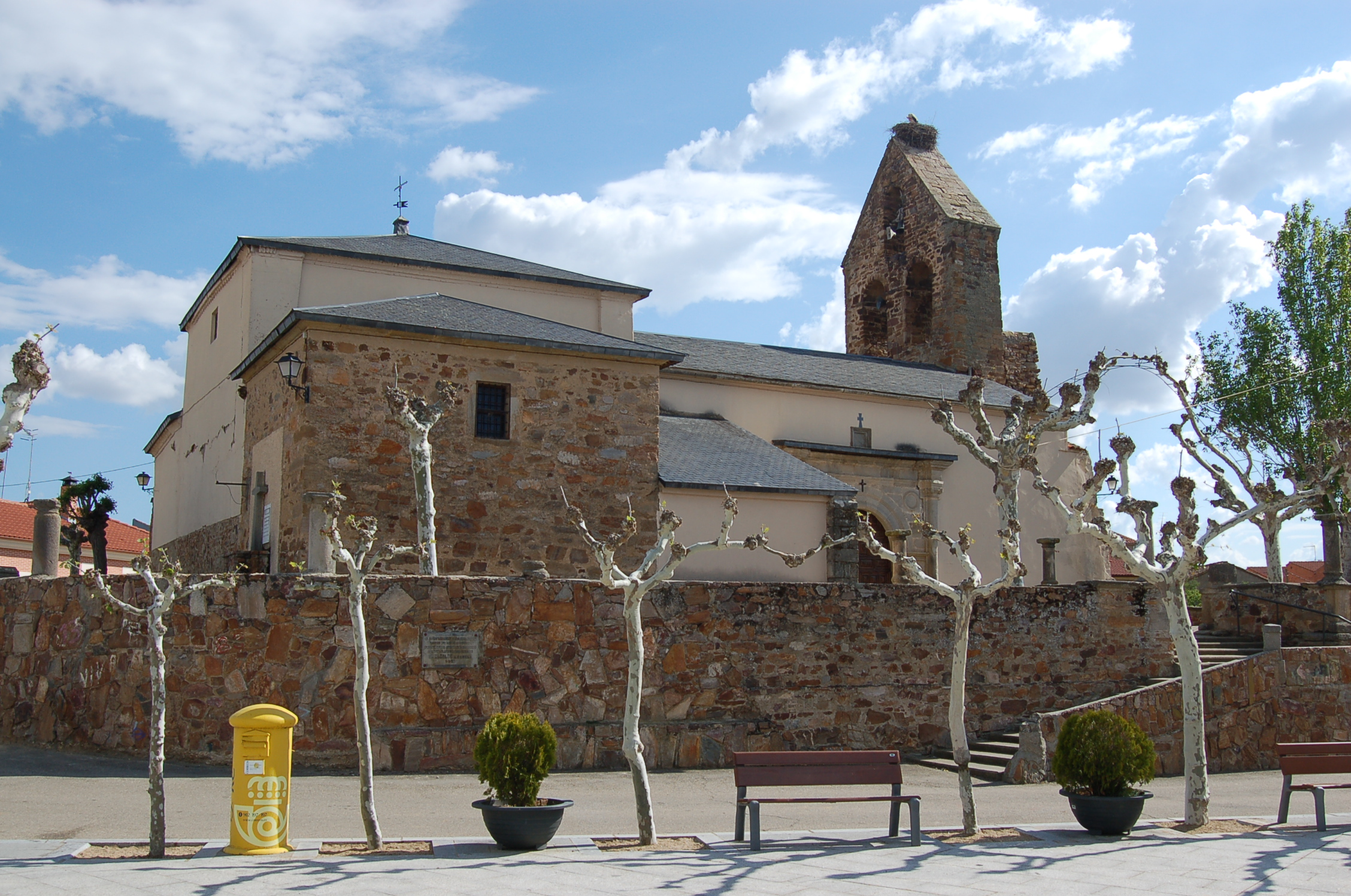
Salvatorkirche
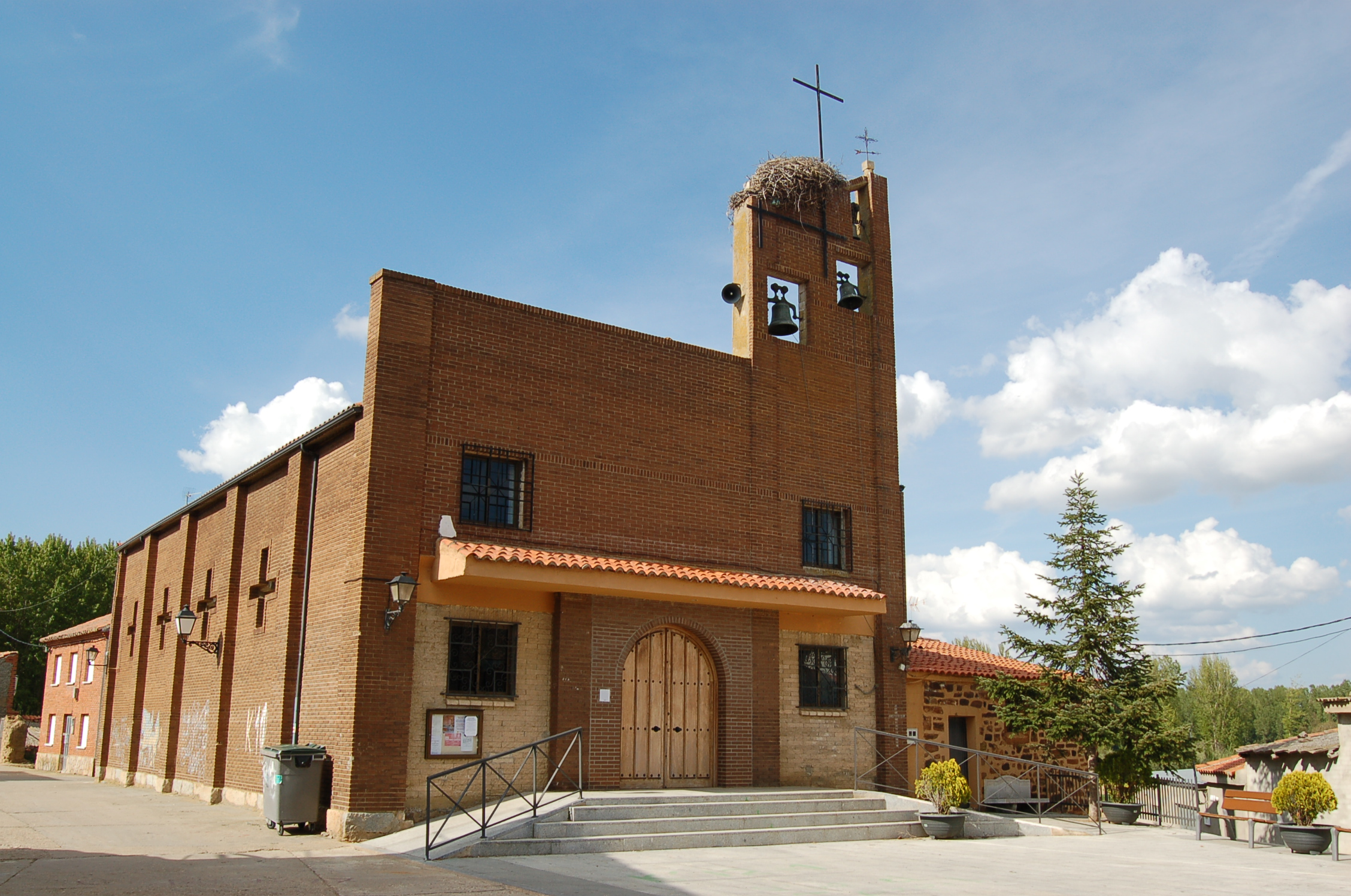
Kirche von Olmillos de Valverde
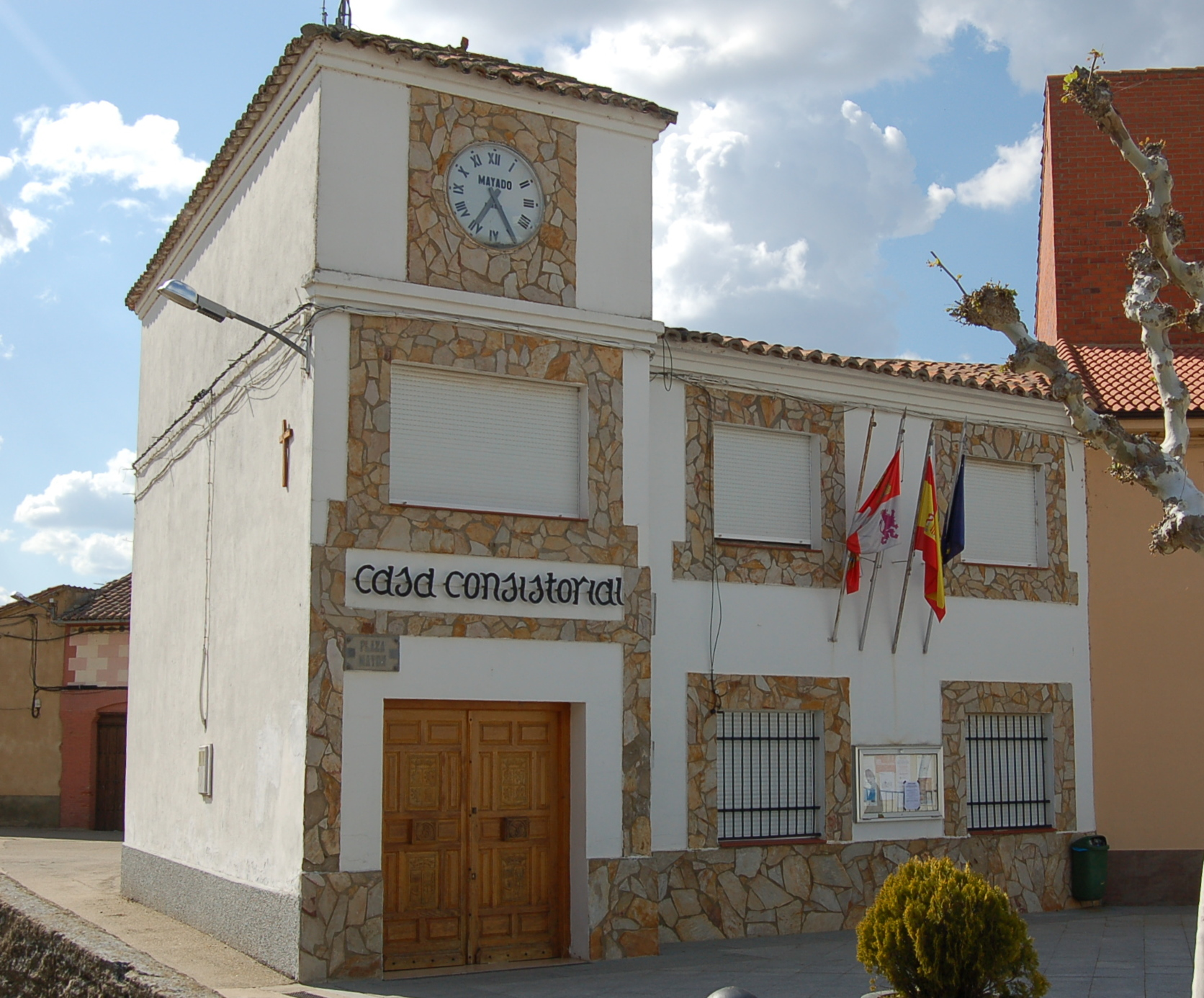
Rathaus